# 罗贤胡同
罗贤胡同，旧称罗圈胡同，中华人民共和国北京市西长安街街道的一条胡同。

## 概述
罗贤胡同位于北京市西城区西长安街街道，胡同全长约150米，分南北向和东西向两段，胡同南口位于太仆寺街，从胡同南口向北80多米后右转向东，向东约70米至府右街。

## 名人
根据《道咸以来朝野杂记》，曾作为钦差大臣签署《天津条约》的清朝大学生桂良曾居住在太仆寺罗圈胡同。1935年，张大千娶杨婉君为三夫人，曾在北平府右街罗贤胡同安置家业。

## 备注
1. ↑  “罗圈”意为圆形，或意为罗的圆形边框